# Jan František z Trautsonu
Jan František říšský hrabě z Trautsonu (německy Johann Franz Reichsgraf von Trautson und Falkenstein, Freiherr zu Sprechenstein) (4. srpna 1609 Vídeň – 26. března 1663 Vídeň) byl rakouský šlechtic, politik, dvořan a diplomat. Byl dlouholetým místodržitelem v Dolním Rakousku a nositelem Řád zlatého rouna. Kromě stěžejních majetků v rakouských zemích vlastnil také statky v Čechách (Nové Hrady). Jeho potomci zastávali vysoké posty v církvi, u dvora nebo v diplomacii a v roce 1711 byla rodina povýšena do knížecího stavu.

## Životopis
Pocházel ze šlechtického rodu Trautsonů, byl synem státníka Pavla Sixta z Trautsonu (1548–1621) a jeho třetí manželky Zuzany Veroniky z Meggau (1580–1648), po matce byl synovcem císařského nejvyššího hofmistra Leonarda Helfrieda z Meggau. Po úmrtí otce vyrůstal u vídeňského dvora, byl vychován spolu s budoucím císařem Ferdinandem III. a patřil k jeho důvěrníkům. Absolvoval kavalírskou cestu, během níž krátce studoval na univerzitě v Sieně (1626). V roce 1629 byl jmenován císařkým komorníkem, téhož roku se stal členem říšské dvorní rady (poprvé se jejího zasedání zúčastnil v roce 1630). V letech 1637–1642 zastával funkci zemského maršálka dolnorakouských stavů. Od roku 1642 až do smrti byl místodržitelem v Dolním Rakousku a v roce 1644 byl jmenován tajným radou. V roce 1653 získal Řád zlatého rouna. Byl aktivním účastníkem zasedání Tajné rady a po smrti Ferdinanda III. se uplatnil také jako diplomat. V létě 1657 pobýval v Mnichově, kde vyjednával podporu bavorského kurfiřta pro zvolení Leopolda I. novým císařem. Byl též uživatelem dědičných hodností zemského hofmistra v Dolním Rakousku a zemského maršálka v Tyrolsku.

## Rodinné a majetkové poměry

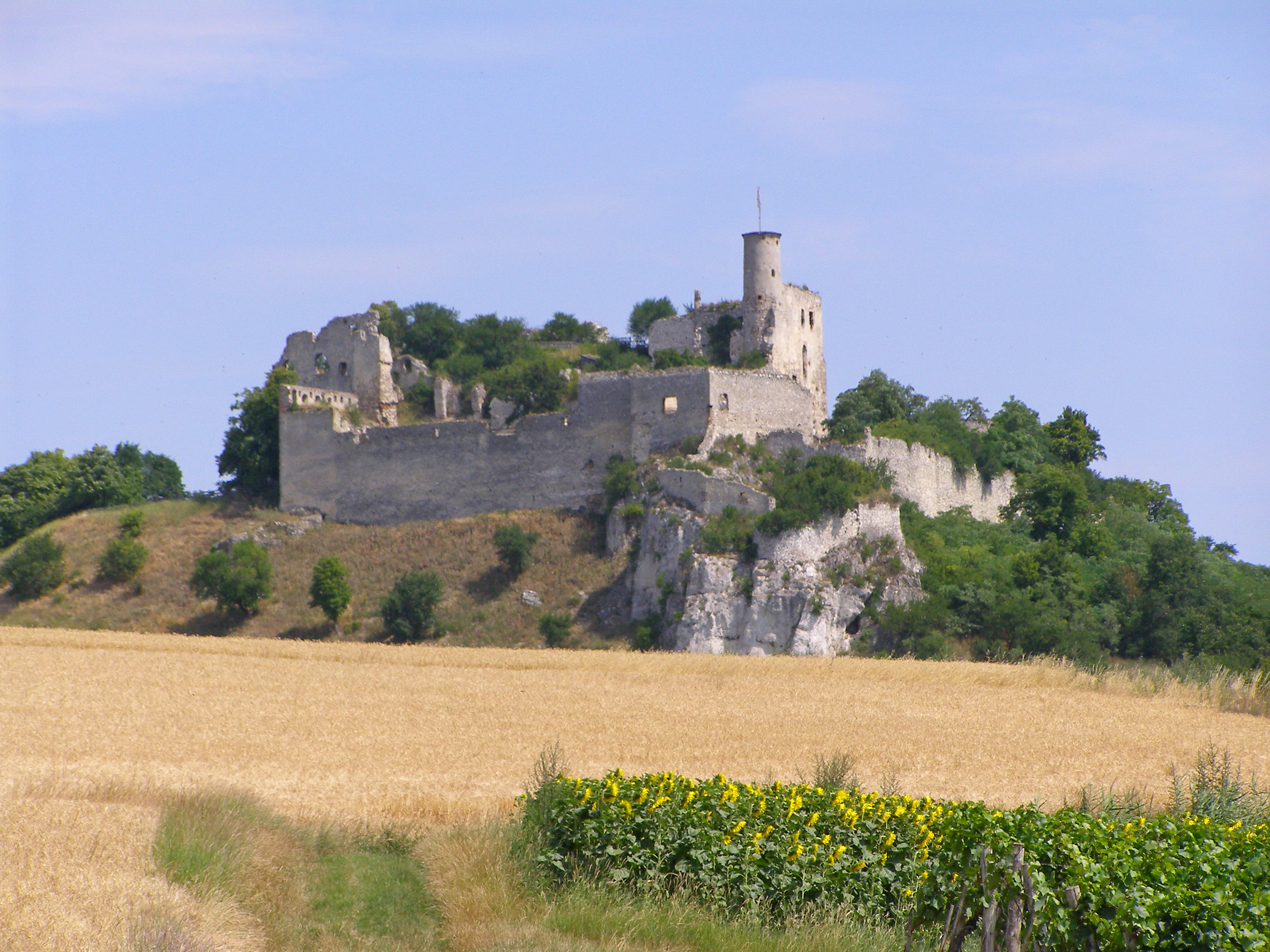
Hrad Falkenstein, centrum rodového majetku v Dolním Rakousku

Stěžejní majetek Trautsonů se nacházel v Dolním Rakousku v okolí hradu Falkenstein. Po otci byl také držitelem českého inkolátu a dědicem panství Nové Hrady ve východních Čechách. K novohradskému dominiu patřilo dvacet vesnic, zdejší zchátralý hrad ale neměl v rezidenční síti Trautsonů žádný význam. Za třicetileté války byl navíc značně poškozen při vpádu Švédů. Jan František sice nechal hrad opravit, ale panství bylo převážně ve správě hejtmanů (současný zámek byl postaven až v 18. století za dalších majitelů z rodu Harbuval-Chamaré)
Byl třikrát ženatý. Jeho první manželkou byla hraběnka Maxmiliána Valburga Hohenzollern-Hechingen (†1639). Podruhé se oženil s hraběnkou Kristinou Alžbětou z Mansfeldu (1621–1648) a díky tomuto sňatku byl mimo jiné švagrem knížete Maxmiliána z Ditrichštejna. Potřetí se oženil v roce 1649 s baronkou Marií Margaretou z Rappachu (1621–1705), která patřila k bohaté šlechtické rodině z Dolního Rakouska a od mládí se pohybovala v dvorském prostředí, nakonec byla v letech 1675–1676 nejvyšší hofmistryní císařovny Klaudie Felicitas, druhé manželky Leopolda I. V roce 1673 koupila za 27 000 zlatých panství Český Rudolec. Potomstvo měl Jan František ze všech tří manželství.
- 1. Ferdinand (1631–1650)
- 2. Arnošt (1633–1702), kníže-biskup ve Vídni 1685–1702
- 3. Pavel Sixt (1635–1678), císařský tajný rada a komoří, velvyslanec ve Španělsku 1677–1678
- 4. František Eusebius (1642–1728), císařský komoří, ∞ Marie Anna hraběnka von Spaur-Flavon
- 5. Marie Margareta (1643–1698), dědička panství Lipová, ∞ Jan Jiří Jáchym Slavata z Chlumu a Košumberka (1636–1689), nejvyšší zemský hofmistr a nejvyšší zemský sudí Českého království, majitel panství Jindřichův Hradec, Telč, Stráž nad Nežárkou
- 6. Jan Leopold Donát (1659–1724), nejvyšší císařský hofmistr, prezident tajné státní konference, 1711 povýšen na knížete, ∞ Marie Terezie Ungnadová z Weissenwolffu (1678–1741)
- 7. Marie Kristina (1660–1719) ∞ 1686 Gundakar kníže z Ditrichštejna (1623–1690), nejvyšší císařský komoří a nejvyšší štolba, majitel panství Libochovice, Budyně nad Ohří